# Lộc Thành, Bảo Lâm (Lâm Đồng)
Lộc Thành là một xã thuộc huyện Bảo Lâm, tỉnh Lâm Đồng, Việt Nam.

## Địa lý
Xã Lộc Thành có vị trí địa lý:
- Phía đông giáp xã Lộc Nam và xã Tân Lạc
- Phía tây giáp thành phố Bảo Lộc và huyện Đạ Huoai
- Phía nam giáp tỉnh Bình Thuận
- Phía bắc giáp thành phố Bảo Lộc.

Xã Lộc Thành có diện tích 82,03 km², dân số năm 2022 là 17.752 người, mật độ dân số đạt 216 người/km².

## Hành chính
Xã Lộc Thành được chia thành 17 thôn: 1, 2, 3, 4, 5-7, 6, 8A, 8B, 9, 10, 10A, 11, 12, 13, 15, 16, Tà Ngào.

## Lịch sử
Ngày 11 tháng 7 năm 1994, Chính phủ ban hành Nghị định số 65-CP về việc chuyển xã Lộc Thành thuộc huyện Bảo Lộc cũ về huyện Bảo Lâm mới thành lập quản lý.
Ngày 24 tháng 8 năm 1999, Chính phủ ban hành Nghị định số 79/1999/NĐ-CP về việc thành lập xã Tân Lạc trên cơ sở 2.442,15 ha diện tích tự nhiên và 3.247 nhân khẩu của xã Lộc Thành.
Sau khi điều chỉnh địa giới hành chính, xã Lộc Thành có 8.637 ha diện tích tự nhiên và 10.888 nhân khẩu.
Ngày 11 tháng 12 năm 2015, HĐND tỉnh Lâm Đồng ban hành Nghị quyết số 151/2015/NQ-HĐND về việc thành lập thôn Tà Ngào trên cơ sở một phần của Thôn 4.
Ngày 21 tháng 1 năm 2020, HĐND tỉnh Lâm Đồng ban hành Nghị quyết số 166/NQ-HĐND về việc thành lập Thôn 5-7 trên cơ sở Thôn 5 và Thôn 7.
Ngày 9 tháng 12 năm 2022, HĐND tỉnh Lâm Đồng ban hành Nghị quyết số 155/NQ-HĐND về việc thành lập Thôn 10 trên cơ sở Thôn 10B và Thôn 10C.